# Vandenberg légitámaszpont
A Vandenberg légitámaszpont Cape Canaveral után az Egyesült Államok második legnagyobb rakétakísérleti központja. A Csendes-óceán partján fekszik.
Az amerikai légierő kezelésében és ellenőrzése alatt működik. Területe kezdetben 260 négyzetkilométer volt. Több repülőteret és szerelési épületet is magába foglal, az indítóberendezések és a fékpadok mentén helyezkedik el. Központja a Vandenberg légibázis, amit 1955-1957 között nagy rakétakísérleti központtá fejlesztettek. Az űrkutatás egységes rendszerének, a NASA létrejöttét követően kiemelkedő szerepe lett a műholdak felbocsátásánál. Innen indult az Atlas (D, E, F), az Atlas–Agena, Thor, a TAD-Thor sorozat, illetve a Titan és Titan II, a Titan III C, D, E, Scout, Blue Scout hordozórakéták indítóállásait helyezték el. A fejlesztés során ide telepítették az Atlas-F, Minuteman-I, II, III ballisztikus rakétáinak kísérleti silóit is, amelyekből a gyakorlóindításokat végezték. A bázist és a lőteret továbbfejlesztették, hogy a Space Shuttle felbocsátásának feltételeit (kiszolgálás, indítás) megteremtsék. A fejlesztéssel 400 négyzetkilométeres lett a bázis területe. A Space Shuttle visszatérésnél az Edwards légitámaszpont (AFB) adott helyet az űrvállalkozásnak.